# Vil·la Buenaventura
La Vil·la Buenaventura és una obra del municipi del Vendrell (Baix Penedès) protegida com a bé cultural d'interès local.

## Descripció
Es tracta d'un edifici unifamiliar exempt. La volumetria és de planta baixa, pis i golfes. També disposa d'una planta soterrada accessible.
La planta segueix el model basilical de tres crugies paral·leles al mar. La nau central principal que acaba en forma circular com si fos un absis a la banda est. La zona oest està ocupada per un volum rectangular de serveis.
L'edifici és de gust neoclàssic afrancesat seguint unes pautes d'equilibri, harmonia i simetria. La façana que dona a la platja té una gran tribuna d'arcs de mig punt, la coberta de la qual fa de balconada del primer pis. L'entrada és situada a la façana oposada, precedida per un porxo amb balustrada sostingut per columnes de tipus clàssic. La coberta és de pissarra d'estil europeu a diferents vessants semblant als palauets francesos del 1800.

## Història
La casa fou construïda per la família Trillas en la urbanització Bellamar que es va crear la dècada de 1920. Es creu que podia ser obra de l'arquitecte Antoni Puig Gairalt -autor de l'ampliació i reforma de Vil·la Casals de Sant Salvador l'any 1932-. O bé obra de l'arquitecte Joaquim Iglesias de Abadal, que treballà molt per a la família Trillas.